# Stigmaphyllon tonduzii
Stigmaphyllon tonduzii är en tvåhjärtbladig växtart som beskrevs av C. Anderson. Stigmaphyllon tonduzii ingår i släktet Stigmaphyllon och familjen Malpighiaceae. Inga underarter finns listade i Catalogue of Life.